# Asterias versicolor
Asterias versicolor is een zeester uit de familie Asteriidae.
De wetenschappelijke naam van de soort werd in 1889 gepubliceerd door Percy Sladen.